# Dunavarsány
Dunavarsány város Pest vármegyében, a Szigetszentmiklósi járásban, a budapesti agglomerációban. Állandó lakosainak száma körülbelül 8800 fő.

## Fekvése
Magyarország középső részén, az Alföldön, a Csepeli-sík és a Pesti-hordalékkúpsíkság határán, a Ráckevei-Duna balparti oldalán helyezkedik el, Budapest déli határától mintegy 12 kilométerre délre, nagyjából átellenben a Csepel-szigeti Szigethalommal. A város a Duna ártéri talajára, legfőképp homoktalajra települt, tengerszint feletti magassága 100-115 méter. Legmagasabb pontja a Varsány-hegy, mely 115 méterig emelkedik a tengerszint fölé.
Lakott területe erősen tagolt, több különálló városrészből áll. A legfontosabb városrészek Nagyvarsány és Kisvarsány, a Dunasor, valamint a település három nagyobb lakóparkja: északról dél felé haladva a Forrás, a Naprózsa és a Nyugati-lakóparkok.
A szomszédos települések: észak felől Taksony, délkelet felől Bugyi, dél felől Délegyháza, délnyugat felől Majosháza, nyugat felől Tököl és Szigethalom, északnyugat felől pedig Szigetszentmiklós; utóbbiaktól természetes határként a Ráckevei-Duna választja el.

### Megközelítése
Közúton az 51-es és az 510-es főúton közelíthető meg, előbbi Nagyvarsány belterületének nyugati szélén halad el. Kisvarsány településrészére az 52 101-es számú mellékút vezet, a Csepel-sziget településeivel pedig az 51 104-es számú mellékút kapcsolja össze. Határszélét keleten átszeli még az 5202-es út is.
A hazai vasútvonalak közül a települést a Budapest–Kelebia-vasútvonal érinti, melynek egy megállási pontja van itt; Dunavarsány megállóhely Kisvarsány déli részén helyezkedik el, közúti elérését az 52 101-es út (települési nevén Varsányi út, majd Vasút sor) biztosítja.

## Városrészei
Dunavarsány területe nyolc városrészre oszlik, melyek nagyrészt területileg is elkülönülnek egymástól.

### Kisvarsány
Dunavarsány legnagyobb népességű területe, három városrészt foglal magában:
Kisvarsány-központ, ami egyben a város központi része, itt található a város legtöbb intézménye, kereskedelmi egysége.
Kelet-Kisvarsány és Nyugat-Kisvarsány, melyet a városon átmenő vasútvonal oszt ketté fizikailag is. Ide tartoznak a várostól keletre található bányatavak, illetve a Rukkel-tó is. Nyugat-Kisvarsányhoz tartozik a Nyugati lakópark is.

### Nagyvarsány
A város 51-es főút mellett található történelmi része, részben önálló intézményekkel ellátott városrész (tagóvoda, tagiskola, orvosi rendelő).

### Dél-Dunavarsány
A Kis- és Nagyvarsánytól délre eső területeket elfoglaló városrész, főként a Délegyháza körüli bányatavak és mezőgazdasági területek alkotják. Jelenleg lakatlan (az itteni ingatlan projektek pl. Sun Residence lakópark, félbemaradtak).

### Naprózsa lakópark
Az 51-es út mellett Nagyvarsánytól északra létesült lakópark, illetve a mellette található volt szovjet laktanya helyén kialakított Komo-Sky Panzió és Élménycentrum.

### Dunapart
A Dunapart városrész két fő lakóövezetből áll össze: egyfelől a Ráckevei-Duna-ág mentén felépült nyaralósorból, amely mára részben tulajdonosaik állandó lakhelyévé vált, másfelől a város északkeleti csücskében, a Duna-ág és az 510-es út között felépült Forrás lakóparkból. Területéhez tartozik az 510-es út mellett a Dunavarsányi Olimpiai Központ.

### Ipari Park
Az 51-es és 510-es illetve a Taksonyi út által határolt terület. Területét nagyrészt a város ipari létesítményei foglalják el, lakott része az ipari parktól keletre található Erőspuszta.

## Története
A város szép számmal nyilvántartott régészeti területe és az ott talált emlékek jelentős történeti múltját igazolják. Dunavarsány területén már 15 ezer évvel ezelőtt, a második jégkorszak idején éltek emberek, az Ős-Duna területe, mocsárvilága biztosította megélhetésüket. A kőkorszak idején állandósult az ember jelenléte a Duna mentén.
A honfoglalókkal érkezett a Kárpát-medencébe az a perzsa-alán eredetű néptörzs-töredék is, amelynek mai kiejtés szerint Varsány volt a neve. A X. században a Kis-Duna mentén már kialakultak a birtokviszonyok, a területet Árpád Fejedelem nemzetsége birtokolta. A XIII. század elején Varsány halászfalu, a nagyobb falvak közé tartozott, nagyjából akkora volt, mint Taksony, Tököl, Dömsöd. A XII. század elején a környék nagyobb települései közé számított. A tatárjárás  idején (1241) teljesen elpusztult. Első fennmaradt írásos emléke 1269-bõl származik. A falut és környékét V. István 1270-ben a nyúl-szigeti apácáknak adományozta. A klarissza rend fenntartósága egészen a XVIII. század végéig tartott.
A XIV. században a kialakult birtokviszonyok lehetővé tették az állattenyésztés mellett a mezőgazdasági művelést is. Egyre több lett a szántó, valamint a szőlőművelés is egyre jobban elterjedt. A vidék újranépesedésének a török hódoltság vetett véget. A budai pasa kincstári feljegyzése szerint mindössze 12 adófizető élt Varsány faluban a XVI. század második felében.
Az elnéptelenedett Varsány faluba először Lipót császár hívott be németeket a XVII-XVIII. században. A betelepítést I. József folytatta. 1715-ben 20 lakost, míg 1720-ban már 41 családot tartottak nyilván a történelmi falurészen, Dunanagyvarsányban. A betelepítést Mária Terézia is folytatta. Később II. József rendeletileg 1782-ben feloszlatta az apácarendeket, Varsány falu és birtokai egyházi alapítvány tulajdonába kerül. A XIX. század közepén Varsány falunak 1854-ben mindössze 146 lakosa volt az akkori Varsány pusztának, de még 1900-ban is csak 284. Varsány falu a 19. század közepétől lett a taksonyiak birtoka, önállóságát 1946-ban nyerte vissza.
A középkorban gyéren lakott terület Hunyadi János kormányzósága idején Fejér vármegyéből átkerült Pest-Pilis-Solt vármegyéhez.
A múlt század végén, a század elején a rohamosan fejlődő Kisvarsány fokozatosan átvette a vezetõ szerepet Nagyvarsánytól. Ehhez jelentősen hozzájárult az 1906-ban létesített vasúti megálló is. Az 1910-es évek végén már takarékpénztár-egyesület alakult. 1896-ban már saját állami elemi iskolája volt. Kisvarsányban 1910-ben készült el a négytantermes pusztai iskola. A környék elsõ Hangya-szövetkezete is itt jött létre. Lélekszáma ma már közel ötszöröse a történelmi falurésznek. Kulturális és sportélete a húszas évek elején kezdett kialakulni. 1926-ban futballcsapatát a legendás Csárli bácsi edzette. Ő volt az az ember, aki az első futball-labdát behozta Angliából Magyarországra. Ezekben az évtizedekben dalárdája, színjátszó együttese már messze környéken híres volt. Mai méltó utóda (kulturális területen) az országos hírű népdalkör (27 éve énekelnek együtt), és a Pro Musica kamarazenekar.
A község infrastrukturális fejlődése 1990 után indult. Kiépült az ivóvíz-, a gáz- és a telefonhálózat. Befejeződött a szennyvíztisztító építése, és 1998-ra a település 50%-ában kiépült a csatornahálózat. A legfőbb hivatalok, intézmények Kisvarsányban találhatók (polgármesteri hivatal, posta, vasútállomás, általános iskola, zeneiskola, művelődési ház, gyógyszertár, üzletek stb.). Országos jelentőségű intézmény a Népstadion és Intézményei Dunavarsányi Edzőtábora, amely a Duna-parton jelentős sportcentrum.
Bár a község címerében a varsa, mint halászeszköz szerepel, a település nevét – a kutatások szerint – a hasonló nevű alán (talán jász, vagy kabar) eredetű néptörzs töredéktől kapta, akik a magyar honfoglalókkal együtt érkeztek e tájra. A Duna elõtagot a múlt század második felének elején kapta, megkülönböztetésül az akkoriban létezõ másik 8 Varsány nevû településtõl.
Dunavarsány a hazai kapcsolatokon túl a nemzetközi kapcsolatait is igyekszik ápolni. 1999 nyarán, több éves bemutatkozás, ismerkedés után került sor a testvérvárosi szerződés aláírására a németországi Gemmingennel, majd 2002. március 15-én a felvidéki Szalóccal.
Közel ezeréves múltja után Dunavarsányt 2004. szeptember 18-án várossá avatták, amelyet méltóan ünnepelt meg az új város lakossága.

## Közélete

### Polgármesterei
- 1990–1994: Pálfy Márton (független)[6]
- 1994–1998: Pálfy Márton (független)[7]
- 1998–2002: Pálfy Márton (független)[8]
- 2002–2005: Venczel Éva (SZDSZ)[9]
- 2005–2006: Bóna Zoltán (Fidesz)[10]
- 2006–2010: Bóna Zoltán (Fidesz-KDNP)[11]
- 2010–2014: Bóna Zoltán (Fidesz-KDNP)[12]
- 2014–2019: Gergőné Varga Tünde (Fidesz-KDNP)[13]
- 2019–2024: Gergőné Varga Tünde (Fidesz-KDNP)[14]
- 2024– : Keresztesi Balázs (Fidesz-KDNP)[1]

A településen 2005. szeptember 26-án időközi polgármester-választást (és képviselő-testületi választást) tartottak, az előző képviselő-testület önfeloszlatása miatt.

## Népesség
A település népességének változása:
| Lakosok száma | 4962 | 5702 | 7285 | 7416 | 7451 | 8141 | 8657 | 8834 | 8799 | 8909 |
|               | 1990 | 2001 | 2011 | 2013 | 2014 | 2018 | 2021 | 2022 | 2023 | 2024 |

A 2011-es népszámlálás során a lakosok 87%-a magyarnak, 1,2% cigánynak, 2,9% németnek, 0,4% románnak mondta magát (12,9% nem nyilatkozott; a kettős identitások miatt a végösszeg nagyobb lehet 100%-nál).
A vallási megoszlás a következő volt: római katolikus 32,2%, református 11,9%, evangélikus 0,9%, görögkatolikus 0,5%, felekezeten kívüli 21,2% (31,5% nem nyilatkozott).
A 2022-es népszámlálás során a lakosok 88%-a magyarnak, 0,7% cigánynak, 2% németnek, 0,3% románnak mondta magát 3,1% egyéb, nem hazai nemzetiség (11,9% nem nyilatkozott; a kettős identitások miatt a végösszeg nagyobb lehet 100%-nál).
A vallási megoszlás a következő volt: római katolikus 23,4%, református 9,7%, görögkatolikus 1%, evangélikus 0,6%, egyéb keresztény felekezethez tartozó 1,3% felekezeten kívüli 17,7% (45,1% nem nyilatkozott).

## Nevezetességei
A város természeti értékei következtében jelentős idegenforgalommal rendelkezik. A festői Duna-parti üdülőhelyek és a mesterségesen kialakított bányatavak, a hétvégi turizmust is vízpart kellemes pihenési, szórakozási lehetőséget biztosít a településre látogatóknak. A Domariba-sziget menti úszóláptól alig néhány száz méterre már szélfútta homokdombokat találunk. A Duna-ág melletti Domariba-sziget hagyományos horgászhely, szép nyaralóházakkal, horgászállásokkal. Északi csúcsához csatlakozik a védett 10 hektáros úszóláp, amely nemcsak ritka növények élőhelye, de látható itt fiókáit nevelő búbos vöcsök, többféle gém, hallható a nádirigó és a nádi tücsökmadár éneke is.
- XXIII. János pápa szobra:

1992. június 8-án avatták fel Györfi Sándor Munkácsy-díjas szobrászművész a katolikus templom előtt található Szent XXIII. János pápa szobrát. 
- Boldog Gizella és Szent Imre szoborcsoport:

2004. szeptember 18-án leplezték le Dunavarsány várossá avatása alkalmából Horváth István szobrászművész alkotását, a Boldog Gizellát és Szent Imrét ábrázoló szobrot. 
- A Szent Kereszt Felmagasztalása templom:

1936-ban szentelték fel a neobarokk stílusú katolikus templomot. Ez a város nagyobbik temploma. Közismert neve: Kisvarsányi templom. 
- A Szent Vendel-templom:

1937-ben szentelték fel Nagyvarsányban a katolikus templomot. Ma ez a város kisebbik temploma.

- A református templom:

1958-ban szentelték fel a református templomot. 
- A Remény-szobor:

2004. május 1-jén Magyarország Európai Unióhoz való csatlakozása alkalmából avatták fel Nagyvarsányban a Remény szobrát, Monori Sebestyén szobrászművész alkotását. 
- A Hősök tere:

1993. október 23-án avatták fel az átépített Hősök terét. A szobor Györfi Sándor Munkácsy-díjas művész alkotása. 
- A Trianon-emlékpark:

2008. június 4-én avatták fel a trianoni békeszerződés évfordulójára készült gyászemlékművet.
- A Petőfi-szobor:
- Az Erkel Ferenc Művészeti Iskola (Zeneiskola)  Archiválva 2016. március 5-i dátummal a Wayback Machine-ben
- A nagyvarsányi Petőfi Klub
- A településen élt hosszabb ideig Bíró Lajos író, Ady Endre barátja, többek között a VIII. Henrik magánélete (r. Korda Sándor) és az Öt lépés Kairó (r. Billy Wilder) filmek forgatókönyvírója.
- KOMO-SKY 51-es Bázis

2019-ben nyílt hadipark, (helikopterek, légcsavaros és sugárhajtású repülőgépek, katonai csapat- és teherszállító, felderítő és tűzoltó járművek, légvédelmi ágyú és élményeszközök). A bázis különlegessége, hogy a látogatók nem csak megtekinthetik, de az eszközök nagy részébe be is ülhetnek és ki is próbálhatják azokat.
- Libákat terelő kislány szoborkompozíció

2019-ben került átadásra a Gemmingennel 20 éve fennálló testvérvárosi kapcsolatra emlékezve

## Testvérvárosok
- Gemmingen, Németország, 1999 óta[17]
- Szalóc, Szlovákia, 2002 óta[17]
- Csetfalva, Ukrajna, 2008 óta[17]